# Lancashire Combination
The Lancashire Combination var en engelsk fotbollsliga grundad i nordvästra England 1891-92. Lancashire League gick med 1903.
1968 förlorade man många klubbar till nystartade Northern Premier League, och 1982 gick man ihop med Cheshire County League och bildade North West Counties Football League.

## Mästare
- 1891/92 Blackburn Rovers reserves
- 1892/93 Blackburn Rovers reserves
- 1893/94 Everton reserves
- 1894/95 Blackburn Rovers reserves
- 1895/96 Preston N.E. reserves
- 1896/97 Liverpool reserves
- 1897/98 Preston N.E. reserves
- 1898/99 Preston N.E. reserves
- 1899/00 Liverpool reserves
- 1900/01 Everton reserves
- 1901/02 Manchester City reserves
- 1902/03 Accrington Stanley FC
- 1903/04 Everton reserves
- 1904/05 Stockport County FC
- 1905/06 Accrington Stanley FC
- 1906/07 Oldham Athletic AFC
- 1907/08 Everton reserves
- 1908/09 Everton reserves
- 1909/10 Everton reserves
- 1910/11 Rochdale AFC
- 1911/12 Rochdale AFC
- 1912/13 Eccles Borough FC
- 1913/14 Tranmere Rovers
- 1914/15 Eccles Borough FC
- 1915-19 Första Världskriget
- 1919/20 Chorley FC
- 1920/21 Barrow AFC
- 1922/23 Chorley FC
- 1923/24 Fleetwood FC
- 1924/25 Morecambe FC
- 1925/26 Nelson reserves
- 1926/27 Rossendale United FC
- 1927/28 Chorley FC (men Horwich (Leigh) RMI anser annat)
- 1928/29 Chorley FC
- 1929/30 Lancaster Town
- 1930/31 Darwen FC
- 1931/32 Darwen FC
- 1932/33 Chorley FC
- 1933/34 Chorley FC
- 1934/35 Lancaster Town
- 1935/36 Lancaster Town
- 1936/37 South Liverpool FC
- 1937/38 South Liverpool FC
- 1938/39 South Liverpool FC
- 1939-45 Andra Världskriget
- 1945/46 Chorley FC
- 1946/47 Bacup Borough FC
- 1947/48 Wigan Athletic FC
- 1948/49 Netherfield FC
- 1949/50 Nelson FC
- 1950/51 Wigan Athletic FC
- 1951/52 Nelson FC
- 1952/53 Wigan Athletic FC
- 1953/54 Wigan Athletic FC
- 1954/55 Accrington Stanley reserves
- 1955/56 Burscough FC
- 1956/57 Prescot Cables
- 1957/58 Horwich RMI
- 1958/59 New Brighton FC
- 1959/60 Chorley FC
- 1960/61 Chorley FC
- 1961/62 Morecambe FC
- 1962/63 Morecambe FC
- 1963/64 Chorley FC
- 1964/65 Netherfield FC
- 1965/66 South Liverpool FC
- 1966/67 Morecambe FC
- 1967/68 Morecambe FC
- 1968/69 Great Harwood FC
- 1969/70 Burscough FC
- 1970/71 Prestwich Heys FC
- 1971/72 St. Helens Town
- 1972/73 Darwen FC
- 1973/74 Accrington Stanley FC
- 1974/75 Darwen FC
- 1975/76 Bootle FC
- 1976/77 Bootle FC
- 1977/78 Accrington Stanley FC
- 1978/79 Wren Rovers
- 1979/80 Clitheroe FC
- 1980/81 Wren Rovers
- 1981/82 Caernarfon Town FC